# Joseph Martin Kraus
Joseph Martin Kraus (Miltenberg, Franconia; 20 de junio de 1756-Estocolmo; 15 de diciembre de 1792) fue un compositor alemán de música clásica. Se mudó a Suecia a los 21 años de edad y murió a los 36 años debido a la tuberculosis.

## Biografía
Fue hijo de Joseph Bernhard Kraus, un empleado del arzobispado de Maguncia, y Anna Dorothea Schmidt. Después de una breve estancia en Osterburken, en 1761 la familia de Kraus decidió mudarse a Buchen, donde su padre había encontrado un mejor empleo. Al llegar a Buchen, Kraus inició sus estudios, en donde sus primeros maestros de música fueron Georg Pfister y Bernhard Franz Wendler, quienes principalmente le enseñaron lecciones de piano y violín.
A muy corta edad, Kraus demostró su talento musical y a los 12 años de edad ingresó en un seminario de música en Mannheim, donde estudió alemán, literatura y música latina. En 1775 comenzó a escribir sus primeras composiciones, y en 1777 compuso dos oratorios. Tiempo después, uno de sus amigos, Carl Stridsberg, lo invitó a buscar éxito en Estocolmo.
En 1778 llegó a Estocolmo, donde sus primeros meses fueron difíciles, debido a que vivía en la extrema pobreza. Posteriormente, el rey Gustavo III de Suecia redactó un libreto de obra que después le entregó a Kraus para presentar sus composiciones, adquiriendo tanta fama que fue presidente de la Ópera Real de Estocolmo y de la Real Academia de la Música.
Tuvo una gira por diversos países europeos, para demostrar su talento en la composición musical. Después decidió regresar a Suecia, donde siguió componiendo. En 1792 sufrió de tuberculosis y murió el 15 de diciembre de ese año.